# Station Bierzwnik
Station Bierzwnik is een spoorwegstation in de Poolse plaats Bierzwnik.